# Upsalagletsjer

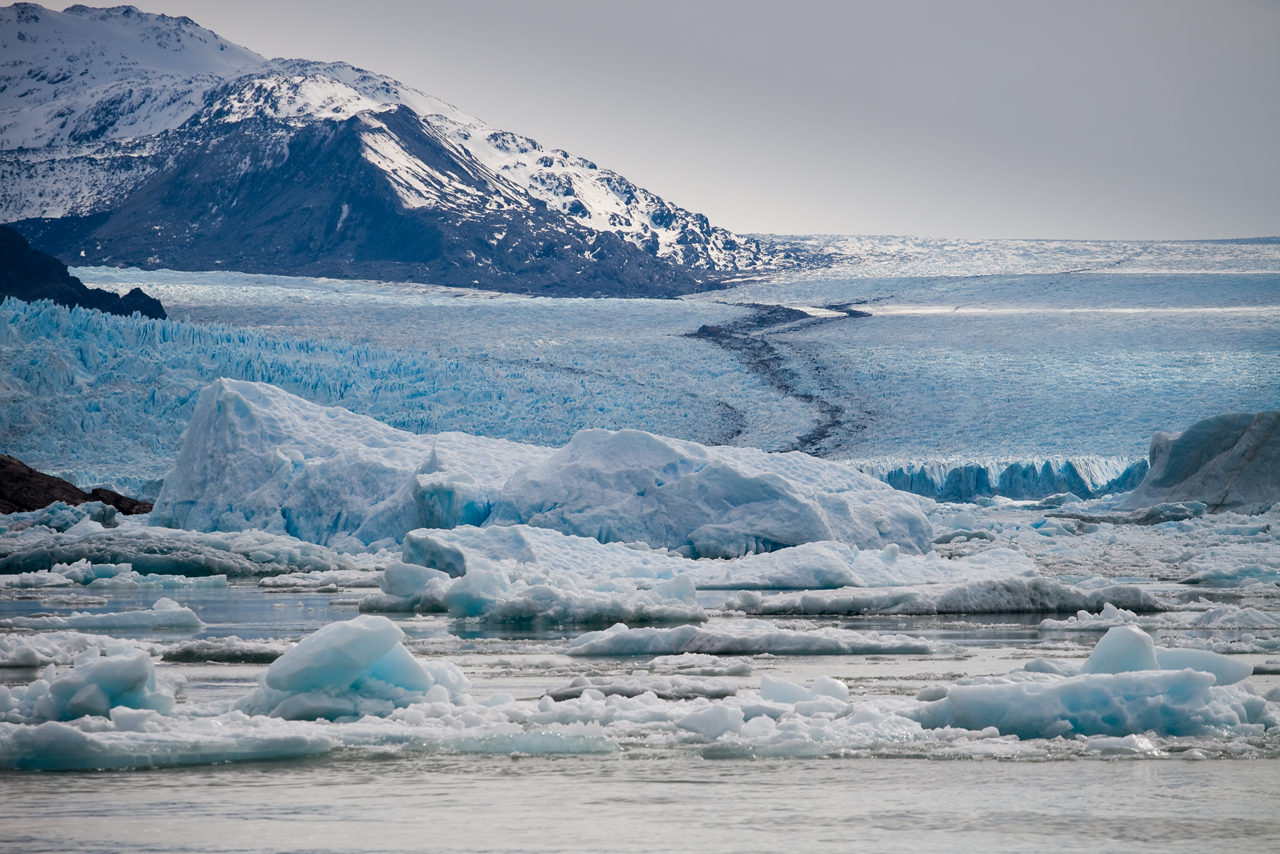
Gezicht vanaf het Argentinomeer

De Upsalagletsjer is een gletsjer in het Nationaal park Los Glaciares in het zuiden van Argentinië. Hij mondt uit in het Zuid-Patagonische IJsveld bij de dichtbijgelegen Perito Morenogletsjer. Het einde van de gletsjer ligt in het Argentinomeer. De Upsalagletsjer is de laatste jaren bekend vanwege het feit dat hij snel kleiner wordt. Velen denken dat dit een gevolg is van de opwarming van de Aarde.
Jaarlijks wordt de gletsjer bezocht door vele toeristen. Het is mogelijk om met een boot langs de gletsjer te varen.
De naam komt van de Universiteit van Uppsala in Zweden, die de eerste glaciologische studies in het gebied financierde.